# Бингол
Бингол (тур. Bingöl) је град у Турској у вилајету Бингол. Према процени из 2009. у граду је живело 85.715 становника.

## Становништво
Према процени, у граду је 2009. живело 85.715 становника.
| 1990.  | 2000.  |
| ------ | ------ |
| 41.590 | 68.876 |